# 明石要一
明石 要一（あかし よういち、1948年1月17日 - ）は、日本の教育学者。千葉大学名誉教授・千葉敬愛短期大学学長。専門は教育社会学（青少年教育）。担当授業は、学校の社会学、子ども文化論、教育社会学演習など。

## 来歴
大分県出身。奈良教育大学卒業後、東京教育大学大学院修士課程修了、同博士課程単位取得満期退学。千葉大学教育学部助手、講師、助教授を経て、1993年に同教授、2013年に定年退職。
2003年、文部科学省中央教育審議会スポーツ青少年分科会臨時委員、生涯教育分科会臨時委員。2010年、ゆめ半島千葉国体大会式典委員会委員長、大会広報委員長。2017年、第9期中央教育審議会委員。
子どもを逞しく育てたいと、青少年文化の研究に精力的に取り組む。固定化・画一化された従来の教育学を越えて、ユニークな講義や研究を行い注目されている。
長嶋茂雄のファンで、長嶋を研究対象とした長嶋学を創設した。

## 主な著書
- 『戦後の子ども観を見直す』（明治図書、1995年）
- 『出てこい子ども社会の「仕切り屋」』（明治図書、1999年）
- 『子ども理解のウォッチング技術』明治図書、2002年）
- 『学級の集団的機能を見直す』（明治図書、2002年）
- 『子どもの漫画読解力をどう見るか』（明治図書、2004年）
- 『データが語る平成の子ども気質』（明治図書、2004年）
- 『子どもの放課後改革はなぜ必要か』（明治図書、2005年）
- 『キャリア教育はなぜ必要か』（明治図書、2006年）
- 『独立法人大学改革―学部長“守旧派”と闘う』（明治図書、2007年）
- 『子どもの規範意識を育てる』（明治図書、2009年）